# William Melling
William Melling (nacido el 30 de noviembre de 1994) es un actor británico de cine y televisión.

## Biografía
Melling nació en Londres, Inglaterra en 1994.
Es principalmente conocido por haber interpretado a Nigel Wespurt en la serie de películas de Harry Potter.
También hizo pequeñas participaciones en Vanity Fair, en An Education y en la serie de televisión, William and Mary.
Es el hermano menor de la actriz, Isabella Melling, quien es principalmente conocida por haber interpretado a Wendy Richards en Mis padres son extraterrestres.

## Filmografía (selectiva)
| Año  | Película                                           | Rol                 | Notas                                 |
| ---- | -------------------------------------------------- | ------------------- | ------------------------------------- |
| 2004 | Vanity Fair                                        | Joven Rawdy Crawley | En español, La feria de las vanidades |
| 2005 | Harry Potter y el cáliz de fuego                   | Nigel Wespurt       |                                       |
| 2007 | Harry Potter y la Orden del Fénix                  | Nigel Wespurt       |                                       |
| 2009 | An Education                                       | Niño pequeño #1     |                                       |
| 2009 | Harry Potter y el misterio del príncipe            | Nigel Wespurt       |                                       |
| 2010 | Harry Potter y las Reliquias de la Muerte: parte 1 | Nigel Wespurt       |                                       |
| 2011 | Harry Potter y las Reliquias de la Muerte: parte 2 | Nigel Wespurt       |                                       |